# درک کرسویل
درک کرسویل (انگلیسی: Derek Kerswill؛ زادهٔ ۵ آوریل ۱۹۷۳) موسیقی‌دان اهل ایالات متحده آمریکا است. وی از سال ۱۹۹۰ میلادی تاکنون مشغول فعالیت بوده است.